# Valhaltinde

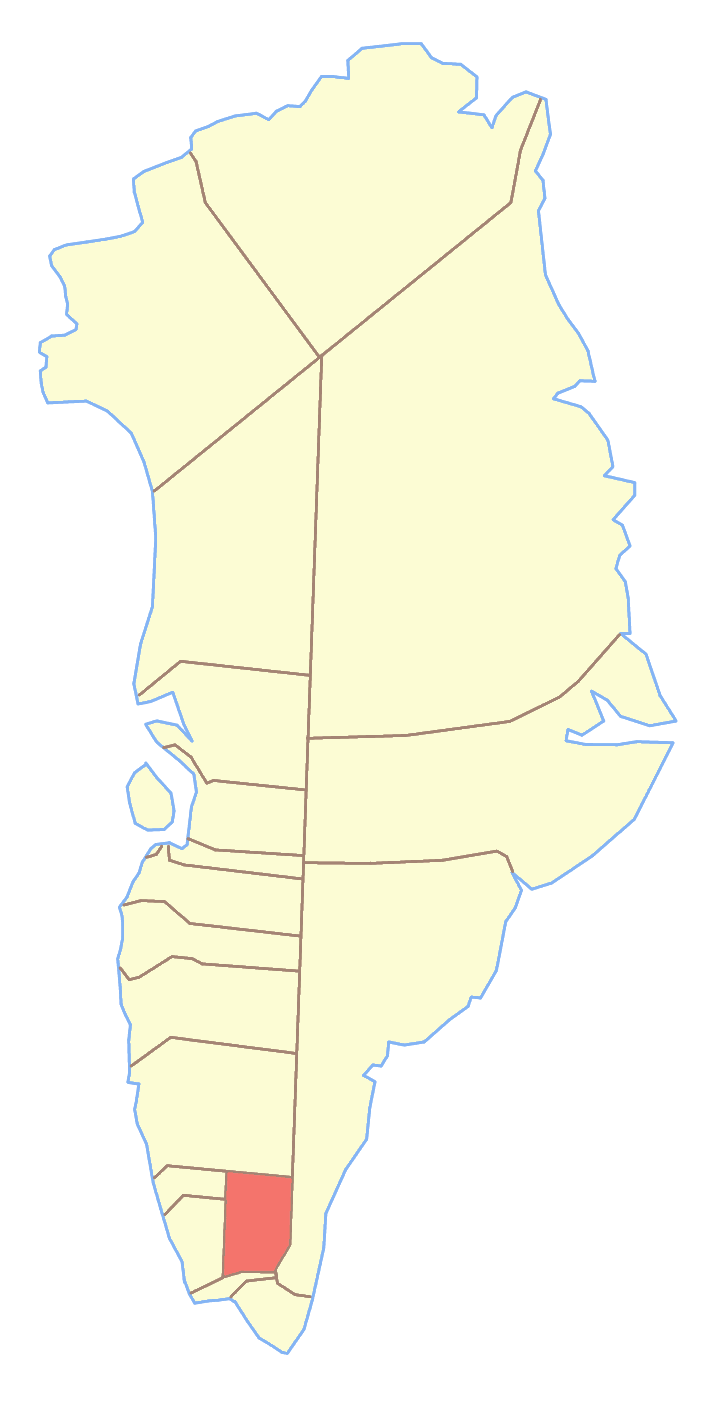
Ex comune di Narsaq, dove si trovava il Valhaltinde

Il Valhaltinde è una montagna della Groenlandia di 1690 m. Si trova a 61°26'N 45°19'O; appartiene al comune di Kujalleq.